# Wienhausen
Wienhausen – miejscowość i gmina w Niemczech, w kraju związkowym Dolna Saksonia, w powiecie Celle, siedziba gminy zbiorowej Flotwedel.

## Współpraca
Miejscowości partnerskie:
- Portbail, Francja
- Czarne, Polska